# Tjörn í Svarfaðardal
Tjörn í Svarfaðardal est village du nord de l'Islande situé dans la municipalité de Dalvíkurbyggð. 
Il est le lieu de naissance du troisième président de la république islandaise, Kristján Eldjárn.